# Asako Yuzuki
Asako Yuzuki (柚木 麻子?, Yuzuki Asako; Tokyo, 1981) è una scrittrice giapponese.

## Biografia
Nata a Tokyo nel 1981, ha studiato letteratura francese all'Università Rikkyo e in seguito ha lavorato in una fabbrica di dolciumi prima di dedicarsi alla scrittura.
Dopo la vittoria nel 2008 del Premio All Yomimono per i nuovi scrittori, ha debuttato nella narrativa due anni dopo con la raccolta di racconti Shūten no ano ko.
Ha ottenuto notorietà internazionale con il romanzo Butter, opera cult in giappone tradotta in molte lingue e ispirata alla serial killer giapponese Kanae Kijima conosciuta come la Killer di Konkatsu.
Più volte finalista al Premio Naoki, le sue opere hanno fornito il soggetto per film, serie tv e drammi radiofonici.

## Opere (parziale)
- (終点のあの子?, Shūten no ano ko) (2010)
- (嘆きの美女?, Nageki no bijo) (2011)
- (私にふさわしいホテル?, Watashi ni Fusawashii Hoteru) (2012)
- (王妃の帰還?, Ōhi no kikan) (2013)
- (ランチのアッコちゃん?, Ranchi no Akko-chan) (2013)
- (伊藤くん A to E?, Itō-kun A to E) (2013)
- (ナイルパーチの女子会?, Nairu pāchi no joshikai) (2015)
- Butter  (バター?, Batā, 2017), Milano, HarperCollins, 2024 traduzione di Bruno Forzan ISBN 9791259851307.
- (デートクレンジング?, Dēto kurenjingu) (2018)
- (マジカルグランマ?, Majikaru Guranma) (2019)

## Adattamenti televisivi (parziale)
- Nageki no bijo miniserie TV (2013)
- Itou-kun A to E serie TV (2017)

## Premi e riconoscimenti

### Vincitrice
Premio All Yomimono per i nuovi scrittori
- 2008 per  Fō Getto Mī , Notto Burū [7]

Premio Shugoro Yamamoto
- 2015 per Nairu pāchi no Joshikai[8]

Libro dell'anno Waterstone's
- 2024 per Butter[9]